# RDOFF
RDOFF è un formato file utilizzabile dall'assemblatore NASM (o, meglio, da alcuni programmi che vengono distribuiti con esso); consultando infatti gli applicativi dell'ambiente NASM, notiamo la presenza dei seguenti files:
- ldrdf: si occupa di fare il linking di un file oggetto RDOFF,
- rdf2bin: è una utility che converte un file oggetto RDOFF in puro binario,
- rdx: permette il caricamento e l'esecuzione di un RDOFF.